# Trelleborgs högre allmänna läroverk
Trelleborgs högre allmänna läroverk var ett läroverk i Trelleborg verksamt från 1867 till 1968.

## Historia
Skolan bildades 1867 som ett lägre elementarläroverk som 1879 namnändrades till Trelleborgs Lägre Allmänna Läroverk. denna ombildades 1906 till en Samskola som till 1929 ombildats till en samrealskola, från 1945 med ett kommunalt gymnasium.
1955 hade gymnasiet helt förstatligats och skolan blev då Trelleborgs högre allmänna läroverk. Skolan kommunaliserades 1966 och namnändrades då till Söderslättsskolan. Studentexamen gavs från 1948 till 1968 och realexamen från omkring 1908 till omkring 1966.